# Дорожный патруль штата Миссури
Дорожный Патруль штата Миссури (ДПМ) — это полиция штата в Миссури, в юрисдикции которой находится весь штат. С 1 сентября 2018 года подполковник Эрик Т. Олсон (Eric T. Olson) является исполняющим обязанностей директора ДПМ. Его назначил губернатор штата Миссури Майк Парсон (Mike Parson).
В 1992 ДПШ стал лишь десятой государственной полицией, получившей аккредитацию от Комиссии по аккредитации агентств правопорядка.
Дорожный Патруль штата Миссури — часть Департамента Общественной Безопасности Миссури

## Назначение
Законы штата имеющие отношение к Дорожному Патрулю Миссури включают создание, полномочия, структуру, миссию и обязанности, которые указаны в Главе 43 Пересмотренного Устава Миссури (ПУМ). Согласно главе 43.025 ПУМ: «Главное назначение дорожного патруля — обеспечение соблюдения правил дорожного движения и содействие безопасности на автомагистралях. Кроме того, дорожный патруль несёт ответственность за пресечение уголовной деятельности, которая включает в себя ограничение марихуаны, кокаина и других наркотиков на дорогах и автомагистралях штата, включая систему межштатных дорог. Почти все сотрудники патруля должны быть задействованы в выполнении этих задач.» ДПМ имеет отдел криминальных расследований, который расследует преступления в масштабах штата, например убийства, грабежи, кражи со взломом, изнасилования и финансовые преступления.
Дорожный Патруль Миссури это больше, чем просто дорожный патруль. ДПМ функционирует как полноценное полицейское агентство.

## Организация
Генеральная штаб-квартира (GHQ) и Академия Органов Правопорядков расположены в Джефферсон-Сити, Миссури, столице штата.
Штат поделён на девять «Отрядов» со штабами и центрами связи в следующих городах:
- Отряд A: Саммит Ли (Канзас-Сити)[3]
- Отряд B: Макон[4]
- Отряд C: Уэлдон-Спринг (Сент-Луис)[5]
- Отряд D: Спрингфилд[6]
- Отряд E: Поплар Блафф[7]
- Отряд F: Джефферсон-Сити[8]
- Отряд G: Уиллоу Спрингс[9]
- Отряд H: Сент-Джозеф[10]
- Отряд I: Ролла[11]

В дополнении к этому, три Отряда обладают сервис центрами:
- Отряд C: Парк Хилс
- Отряд Д: Картаж
- Отряд E: Сайкстон
- Управление по взаимодействию с общественностью и информационной деятельности (Офис будет находиться в Уэйнрайт-Билдинг в Сент-Луисе)

## Техника
ДПМ использует различные транспортные средства, включая Dodge Charger, Ford Interceptor (Taurus), Ford Interceptor Utility (Explorer), Ford F-150 и 250, Chevrolet Tahoe PPV, Chevrolet Silverado 1500 и 2500, Chevrolet Impala 9C1. Обычно используются как полностью маркированные, так и полумаркированные транспортные средства. Обычно используются следующие цвета: белый, коричневый, синий, серебристый, чёрный, серый и темно-бордовый.

## Снаряжение
Офицеры ДПМ используют Glock 22 GEN 4 .40 калибра, 5,56×45 mm Colt AR-15A1 (M16A1), а также 12ga Remington 870 Police Magnum. До Glock 22 GEN 4 офицеры имели более старый Glock 22 .40, который был первым полуавтоматическим пистолетом, используемым агентством. Он заменил револьверы Magnum Smith и Wesson 586. .357 в 1991 году. Они также пользуются нелетальным оружием: газовые баллончики, телескопические дубинки и тазеры.

## Персонал

### Старшее командование
- Исполняющий обязанности директора — Эрик Т. Олсон (Eric T. Olson). Директору помогают заместитель директора и командиры бюро.

- Майор Грегори К. Смит (Gregory K. Smith) — командует бюро полевых операций, в ведомстве которого находятся девять «Отрядов», авиационное подразделение и подразделение водного патруля.

- Майор Сара Л. Эберхард (Sarah L. Eberhard) — следит за бюро криминальных расследований, в ведомстве которого лаборатория, контроль над наркотиками и преступностью, азартные игры, охрана губернатора и Центр Анализа Информации в Миссури (MIAC).

- Майор Винс С. Райс (Vince S. Rice) — командир бюро административной службы, в ведомстве которого находятся наём и подбор персонала и отдел обучения, а также координация их работы с отрядами.

- Майор Малик Хендерсон (Malik Henderson) — контролирует бюро службы поддержки, которое руководит управлением коммерческим транспортом, проверкой водителей, инспекцией транспортных средств, подразделений флота и оборудования, а также координирует их работу с отрядами.

- Майор Дэвид А. Флэнинган (David A. Flannigan) — ответственный за бюро технической службы, которое руководит информационной службой, отделами связи и патруля, а также координирует их работу с отрядами.

- Майор Лэнс М. Маклафлин (Lance M. MacLaughlin) — руководит бюро исполнительной службой, которое руководит отделом бюджета и закупок, отделом развития и исследований, а также службой связи с законодательными органами.

### Бюро полевых операций
- Капитан Норман А. Мерфи (Norman A. Murphy), капитан Кори Дж. Шенеберг (Corey J. Schoeneberg), лейтенант Брайан Л. Даниэль (Brian L. Daniel) и лейтенант Майкл А. Хэлфорд (Michael A. Halford).

### Бюро криминальных расследований
- Капитан Кайл Д. Маркварт (Kyle D. Marquart), находится в подчинении командира.

### Отдел связи с общественностью
- Капитан Рон Джонсон (Ron Johnson) работает под руководством помощника директора.

## Значок и структура званий
Дорожный патруль Миссури одна из пяти государственных полицейских сил, которые не носят значки на своей форме.
Их структура званий выглядит следующим образом:
| Звание         | Шеврон | Описание |
| -------------- | ------ | --- |
| Директор       |        | И. о. директора подполковник Эрик Т. Олсон (Eric T. Olson) руководит Дорожным Патрулём Миссури. Директору помогают заместитель директора и командиры бюро.               |
| Подполковник   |        | Помощник директора руководит управлениями патруля по привлечению общин, профессиональным стандартам, публичной информации и отделом обучения, а также адвокатом патруля. |
| Майор          |        | Майоры занимаются руководством внутри Дорожного Патруля |
| Капитан        |        | Капитан — командир «отряда» в бюро полевых операций или командир отдела в других бюро.                                                                                   |
| Лейтенант      |        | Лейтенант — помощник командира в «отряде»/отделе. |
| Мастер-сержант |        | Мастер-сержант командует группой офицеров в отдельной зоне. |
| Сержант        |        | Сержанты выступают в качестве руководителей первой линии и обычно назначаются на должности специалиста.                                                                  |
| Капрал         |        | Капралы являются руководителями первой линии. В отсутствие сержанта они могут выступать в качестве дежурного офицера.                                                    |
| Офицер         |        | Кандидаты, успешно прошедшие академическое и полевое обучение, назначаются на работу в «отряд».                                                                          |

## Командный состав
|                                | Должность                                | Имя                        |
| ------------------------------ | ---------------------------------------- | -------------------------- |
| Дорожный Патруль штата Миссури | Директор                                 |                            |
| Дорожный Патруль штата Миссури | Помощник директора                       | Подполковник Эрик Т. Олсон |
| Дорожный Патруль штата Миссури | Командир бюро полевых операций           | Майор Грегори К. Смит      |
| Дорожный Патруль штата Миссури | Командир бюро криминальных расследований | Майор Сара Л. Эберхард     |
| Дорожный Патруль штата Миссури | Командир бюро административной службы    | Майор Винс С. Райс         |
| Дорожный Патруль штата Миссури | Командир бюро службы поддержки           | Майор Малик Хендерсон      |
| Дорожный Патруль штата Миссури | Командир бюро технической службы         | Майор Дэвид А. Флэнинган   |
| Дорожный Патруль штата Миссури | Командир бюро исполнительной службой     | Майор Лэнс М. Маклафлин    |